# Croda da Lago
La Croda da Lago és un massís de les Dolomites Ampezzane a les Dolomites, al sud de Cortina d'Ampezzo i a l'oest de San Vito di Cadore, i el seu cim més alt té 2.715 m. Forma part del massís muntanyós Croda da Lago - Cernera.

## Descripció
Croda da Lago està situada a l'extrem meridional de la Conca d'Ampezzo, que tanca al sud juntament amb els Lastoi de Formìn, el Becco de Mezzodì i les Rocchette. Es desenvolupa com una cresta creixent amb direcció prevalent sud-nord; a l'oest, descansa sobre les accidentades ribes del Lastoi de Formìn, a l'est baixa amb una escala rocosa cap a la pastura de Federa.
El nom es refereix al laghetto Fedèra (da Lago) que sorgeix als peus del vessant est, a 2.038 m. Sobre les seves ribes es troba el Refugi Gianni Palmieri.
Sobre la Croda da Lago es van dispersar les cendres de Dino Buzzati.

## Principals cims
- Cima Ambrizzola, 2.715 m
- Croda da Lago, 2.701 m

## Galeria d'imatges

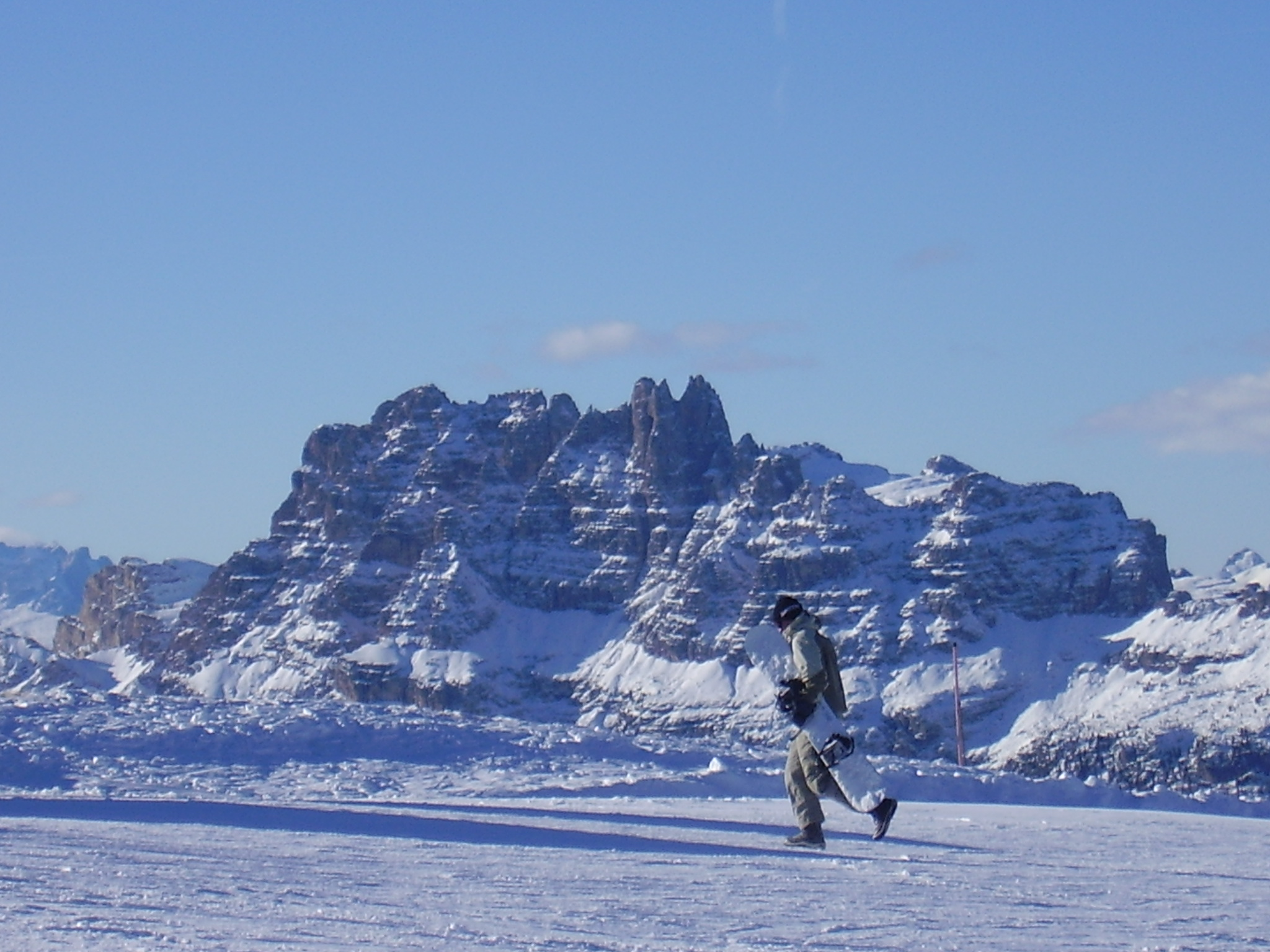
La Croda da Lago des del Monte Faloria.
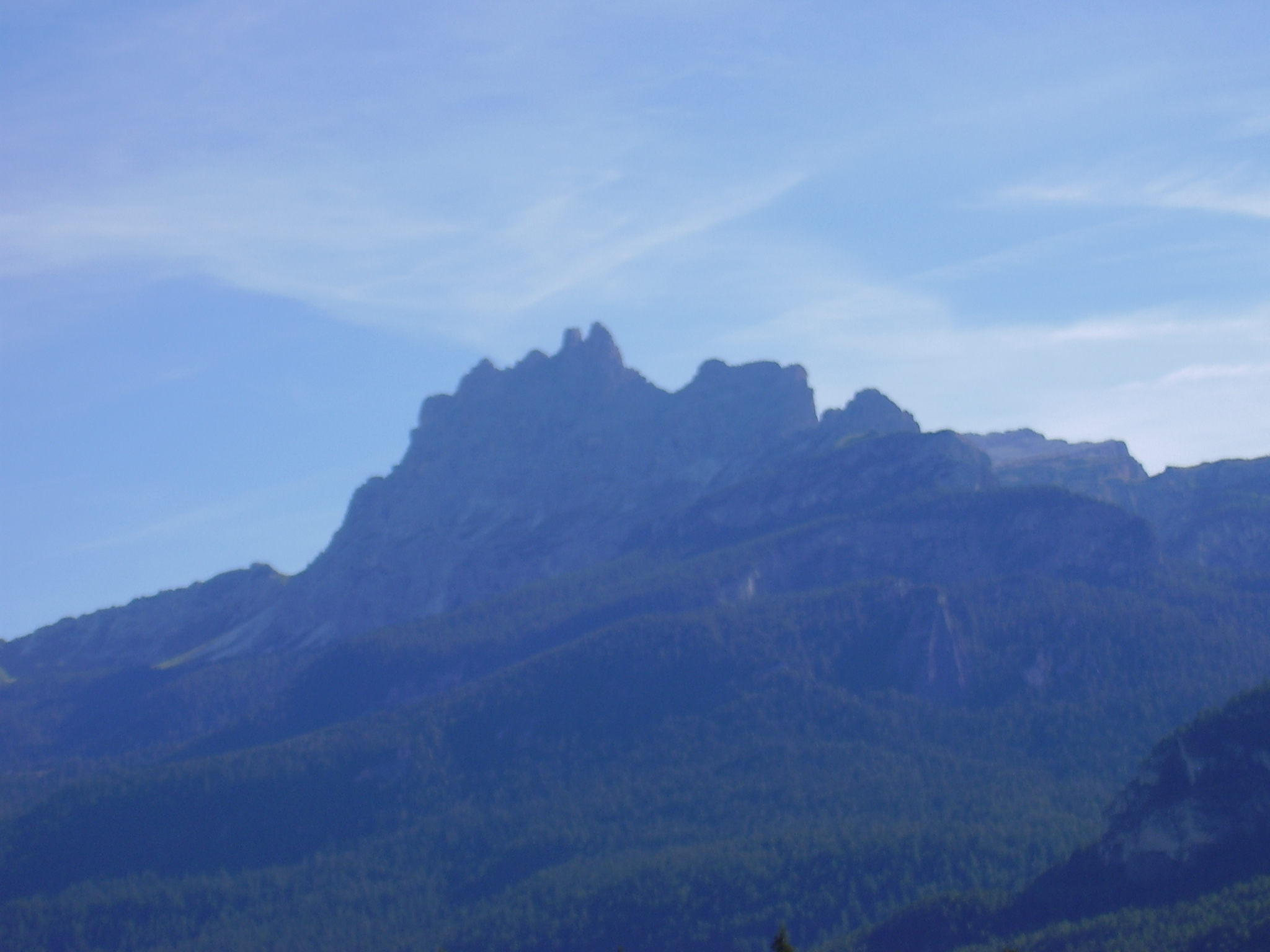
La Croda da Lago des de la Vall de Ampezzo.
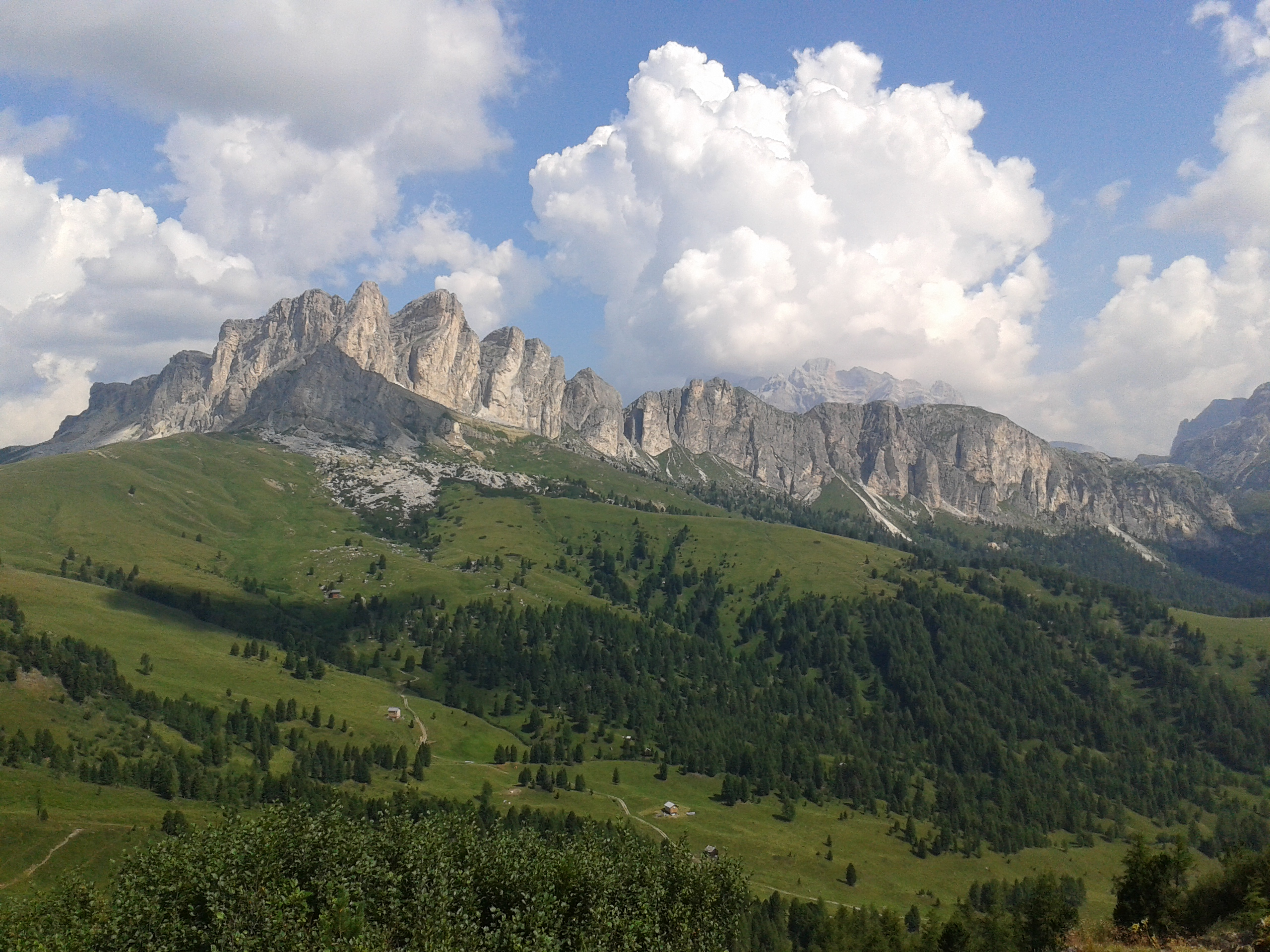
La Croda da Lago vista des de Col di Lana.